# Балутіс Бронюс Казіс
Балутіс Бронюс Казіс (лит. Bronius Kazys Balutis) (1880–1967) — литовський дипломат. Надзвичайний і повноважний посол Литви в США (1928—1934).

## Життєпис
У 1909 році закінчив Псковську вищу політехнічну школу. 1912—1919 — проживав у США, був редактором тамтешньої газети «Lietuva». У 1916 році закінчив Кентський коледж в Чикаго. У 1919 р. як представник литовців США, брав участь в делегації при Паризькій конференції.
У 1920 році переїхав у Каунас. З березня по листопад 1920 р. — директор політичного департаменту МЗС Литви. Член литовських делегацій на переговорах з поляками в Калварії і Сувалках (09-10.1920). У 1920—1921 рр. — заступник міністра закордонних справ. У 1921—1927 рр. — директор Західного і політичного департаменту МЗС Литви. З 1937 року — генеральний секретар МЗС Литви. Відмовився прийняти керівництво МЗС Литви після державного перевороту Антанаса Сметони у грудні 1926 р. У 1928—1934 рр. — надзвичайний і повноважний посол в США. З 1934 р. — в Нідерландах і Англії (до смерті, оскільки не прийняв входження Литовської Республіки до складу СРСР). 25.07.1940 — вручив англійському урядові ноту з приводу «здійснення СРСР анексії Литви».
26.07.1940 — промосковський уряд в Каунасі позбавив його громадянства і права повернення на Батьківщину, його майно було конфісковано. Захищав золотий запас литовської держави, депонований в Лондоні. Співпрацював з комітетом зі звільнення Литви (VLIK).